# Przejście graniczne Nowa Morawa-Staré Město
Przejście graniczne Nowa Morawa-Staré Město – polsko-czeskie małego ruchu granicznego i drogowe przejście graniczne położone w województwie dolnośląskim, w powiecie kłodzkim, w gminie Stronie Śląskie, zlikwidowane w 2007.

## Opis
Drogowe przejście graniczne Nowa Morawa-Staré Město z miejscem odprawy granicznej po stronie czeskiej w miejscowości Staré Město, zostało utworzone 10 marca 2003. Czynne było całą dobę. Dopuszczony był ruch pieszych, rowerzystów, motocykli, samochodów osobowych i samochodów ciężarowych o dopuszczalnej masie całkowitej do 3,5 tony.
Przejście graniczne na szlaku turystycznym Nowa Morawa-Staré Město pod Sněžníkem w rejonie znaków granicznych nr V/59 i V/60 utworzono 10 marca 2003. Czynne było przez cały rok w godz. 6.00–22.00. Dopuszczony był ruch pieszych, rowerzystów, narciarzy i osób korzystający z wózków inwalidzkich o napędzie ekologicznym. Zostało zlikwidowane 10 maja 2007.
Przejście graniczne małego ruchu granicznego Nowa Morawa-Staré Město pod Sněžníkem, powstało 19 lutego 1996. Czynne było w godz. 6.00–22.00. Dopuszczony był ruch pieszych, rowerzystów, motorowerami o pojemności skokowej silnika do 50 cm³ i transportem rolniczym. 
W przejściach granicznych, małego ruchu granicznego i na szlaku turystycznym doraźnie kontrolę graniczną i celną wykonywały organy Straży Granicznej.
21 grudnia 2007 na mocy układu z Schengen przejście zostało zlikwidowane.
Do przekraczania granicy państwowej z Republiką Czeską na szlakach turystycznych uprawnieni byli obywatele następujących państw:

1. Republika Austrii
2. Królestwo Belgii
3. Republika Grecji
4. Królestwo Danii
5. Republika Estonii
6. Republika Finlandii
7. Republika Francuska
8. Królestwo Hiszpanii
9. Królestwo Niderlandów
10. Państwo Izrael
11. Japonia
12. Republika Irlandii
13. Republika Islandii
14. Kanada
15. Wielkie Księstwo Luksemburga
16. Republika Litewska
17. Republika Łotewska
18. Republika Federalna Niemiec
19. Królestwo Norwegii
20. Republika Portugalska
21. Republika Słowacka
22. Republika Słowenii
23. Stany Zjednoczone Ameryki Północnej
24. Konfederacja Szwajcarska
25. Królestwo Szwecji
26. Republika Węgierska
27. Zjednoczone Królestwo Wielkiej Brytanii i Irlandii Północnej
28. Republika Włoska
29. Republika Cypryjska[10]
30. Księstwo Liechtensteinu[10]
31. Republika Malty[10].

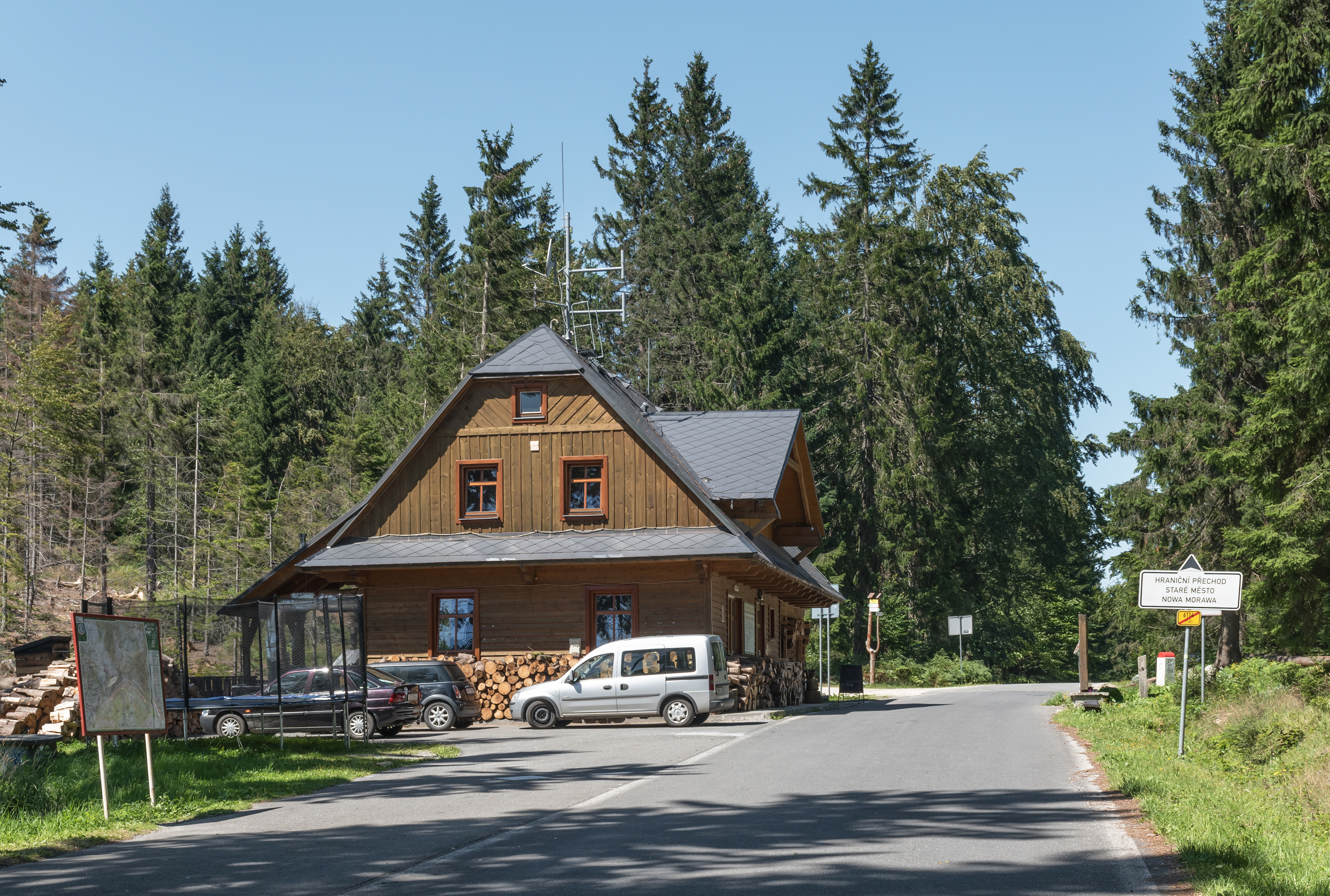
(sierpień 2016)